# Wilhelm Köhler (Verwaltungsjurist)

Wilhelm Köhler, 1911

Wilhelm Köhler (* 18. April 1858 in Darmstadt; † 24. Juli 1945 in Darmstadt-Mathildenhöhe) war Verwaltungsjurist und Unterstaatssekretär in Elsaß-Lothringen.

## Leben
Wilhelm Köhler war der Sohn des Landgerichtsdirektors Wilhelm Ludwig Heinrich Anton Köhler (* 25. Mai 1821 in Altenstadt; † 30. Mai 1908 in Darmstadt) und dessen Frau Bertha geborene Maul (* 28. April 1833 in Michelstadt; † 1910). Wilhelm Köhler, der evangelischer Konfession war, heiratete 1889 Anna, geborene Kecker (* 1869 in Metz).
Er besuchte das Gymnasium und studierte Rechtswissenschaften in Leipzig und Gießen.
Ab 1884 war Köhler im Dienst des Reichslandes Elsaß-Lothringen tätig. Zunächst als Regierungsassessor im Kreis Château-Salins und von 1885 bis 1891 in Metz. Ab 1892 war er als Regierungsrat im Finanzministerium in Straßburg tätig, 1908 wurde er zum Ministerialrat befördert und bis 1918 als Unterstaatssekretär für Finanzen im Ministerium für Elsaß-Lothringen tätig. Inhaltlich entspricht dies einem Finanzminister eines der anderen deutschen Länder.